# Villa URBI del Rey
Villa URBI del Rey är en ort i Mexiko, tillhörande Huehuetoca kommun i delstaten Mexiko. Villa URBI del Rey ligger i den centrala delen av landet och tillhör Mexico Citys storstadsområde. Orten hade 3 616 invånare vid folkmätningen 2010.